# Vysoká pri Morave
Vysoká pri Morave (in ungherese Nagymagasfalu, in tedesco Hochstetten) è un comune della Slovacchia facente parte del distretto di Malacky, nella regione di Bratislava.